# Vaideeni
Vaideeni – wieś w Rumunii, w okręgu Vâlcea, w gminie Vaideeni. W 2011 roku liczyła 2575 mieszkańców.